# Râul Dicănești
Râul Dicănești este un curs de apă, afluent al râului Hidișel. 

## Hărți
- Harta munții Apuseni